# Chaca (Chile)
Chaca es una localidad ubicada en la comuna de Arica, Provincia de Arica, que forma parte de la Región de Arica y Parinacota, al norte de Chile. Está ubicada a 25 kilómetros al oriente de la caleta de Vitor, ambos en la quebrada de Vítor.: 118 
Luis Risopatrón lo describe en su Diccionario jeográfico de Chile (1924):: 172 
Chac (Aldea). Es de corto caserío, poblado por indíjenas que se dedican al cultivo de la vid, de que esta plantado el contorno, con esepción de uno que otro retazo de terreno aplicado a la producción de alfalfa i se encuentra en la quebrada del mismo nombre, de la de Vítor, en medio de chañares, pimientos, espinos, etc, la sorona para leña i una gramínea que sirve para alimento al ganado; el paradero del ferrocarril lonjitudinal en projecto, tiene 399 m de altitud.
Hans Niemeyer escribe sobre la agricultura: En Chaca se riega con agua de pozo y de vertientes 15 a 20 ha permanentes, pero hay años en que asciende la superficie a 120 ha (año 1968). Rara vez llega hasta aquí el agua superficial.: 39 